# Bambergerův přesmyk
Bambergerův přesmyk je chemická reakce fenylhydroxylaminů s vodnými roztoky silných kyselin, která vede k přesmyku na 4-aminofenoly. Objevil ji německý chemik Eugen Bamberger, po kterém je také pojmenována.
Fenylhydroxylaminy použité v této reakci se obvykle získávají hydrogenací nitrobenzenů za katalýzy rhodiem nebo zinkem.

## Mechanismus
Bambergerova reakce začíná protonací N-fenylhydroxylaminu 1. N-protonace 2 probíhá přednostně, ale není produktivní. O-protonací 3 může vzniknout nitreniový ion 4, který reaguje s nukleofily (zde s vodou) za vzniku aminofenolu 5.